# Aero Fighters Assault
Aero Fighters Assault, noto in Giappone come Sonic Wings Assault (ソニックウィングス アサルト?, Sonikku Uingutsu Asaruto), è uno sparatutto tra aerei pubblicato per Nintendo 64. Parla di un gruppo di quattro piloti che combattono dopo la dominazione del mondo da parte dell'organizzazione Phutta Morgana. AeroFighters Assault è l'ultimo episodio della serie Aero Fighters (conosciuta come Sonic Wings in Giappone).
Il gioco è in stile arcade, questo significa che l'obiettivo del gioco è ottenere il maggior numero di punti possibili. I punti vengono assegnati in base alle armi rimaste, all'energia dell'avversario e infine, se tutti gli wingmen sopravvivono.
I personaggi principali sono quattro, più due sbloccabili.
I quattro maggiori aerei sono: Grumman F-14 Tomcat, Sukhoi Su-35 "Flanker-E", Fairchild-Republic A-10 Thunderbolt II e FS-X. Ognuno di essi ha proprie abilità: ad esempio, il FS-X ha deboli missili ed è lento.

## Livelli

### Livelli principali
- Tokyo - La città è sommersa, a causa di una bomba lanciata al Polo Sud. Il team deve distruggere un mostro a quattro gambe, Super-X.
- Oceano Pacifico - Una flotta di navi, inclusa la nave ammiraglia Leviathan, deve essere distrutta.
- Battaglia Aerea - Il team deve prevenire una flotta di cacciabombardieri B-2 e un super distruttore, Spriggan, provenienti da New York.
- Deserto - Una forza armata seguita da un carro armato, Bazeel, deve essere distrutta prima che attacchi uno shuttle.
- Fortezza - Una fortezza localizzate nelle montagne peruviane è custodita da scudi e deve essere distrutta.
- Oceano Antartico - I rimanenti mezzi della flotta Phutta Morgana devono essere abbattuti.
- Caverna di Ghiaccio - In una caverna di ghiaccio, deve essere sconfitto Lar, il dominatore del mondo.

### Livelli bonus
- Atterraggio - Il giocatore deve atterrare nella portaerei della squadra. Accessibile accumulando un certo numero di punti nei primi due livelli.
- Difesa shuttle - Il giocatore deve proteggere uno shuttle spaziale statunitense. Accessibile completando i primi 3 livelli entro un certo tempo.
- Difesa Goliath - Bisogna proteggere la portaerei Golia. Accessibile superando i primi 2 livelli bonus.
- Spazio - Bisogna distruggere una macchina chiamata Pandora, che può assumere 3 forme, prima che distrugga la Terra. Accessibile dopo l'Antartico, completando tutti i livelli.

## Personaggi

### Selezionabili
- Hawk

Aereo: Grumman F-14B Bobcat
Arma principale: 20 MM Vulcan Cannon
Missili: AIM-54 Phoenix
Difesa: Chaff
Arma speciale: Tomahawk
- Glenda

Aereo: Fairchild A-10A Thunderbolt II
Arma principale: 30 MM Gatling Gun
Missili: Razzi
Difesa: Chaff
Arma speciale: FAE
- Volk

Aereo: Sukhoi Su-35
Arma principale: Frecce infuocate
Missili: Palle di fuoco
Difesa: Mine aeree
Arma speciale: Onda di fuoco
- Hien

Aereo: Mitsubishi F-2A
Arma principale: Shuriken
Missili: Kunai
Difesa: Makibishi
Arma speciale: Raggio ninja

### Personaggi segreti
- Mao Mao

Aereo: F-15E Strike Eagle
Arma principale: 20 MM Vulcan Cannon
Missili: AIM-54 Phoenix
Difesa: Chaff
Arma speciale: Raggio ninja
- Spanky

Aereo: X-29A
Arma principale: Raggio sciabola
Missili: AIM-54 Phoenix
Difesa: Mine aeree
Arma speciale: FAE

### Aerei segreti
- Su-25

Arma principale: 30 MM Gatling Gun
Missili: Palle di fuoco
Difesa: Chaff
Arma speciale: FAE
- MiG-31

Arma principale: 30 MM Gatling Gun
Missili: Palle di fuoco
Difesa: Chaff
Arma speciale: Onda di fuoco
- F-22

Arma principale: 30 MM Gatling Gun
Missili: Razzi
Difesa: Mine aeree
Arma speciale: FAE
- Kfir

Arma principale: 30 MM Gatling Gun
Missili: Razzi
Difesa: Mine aeree
Arma speciale: FAE
- EFA

Arma principale: 20 MM Vulcan Cannon
Missili: AIM-54 Phoenix
Difesa: Chaff
Arma speciale: Tomahawk
- Rafale

Arma principale: Shuriken
Missili: Kunai
Difesa: Makibishi
Arma speciale: Raggio ninja

## Serie
- Aero Fighters (1992)
- Aero Fighters 2 (1994)
- Aero Fighters 3 (1995)
- Sonic Wings Special (1996)
- Aero Fighters Assault (1997)